# Neurální lišta

Vznik neurální trubice a lišty schematicky

Neurální lišta (starším názvem gangliová lišta) je pás neuroektodermálních buněk nacházející se na okrajích nervové ploténky embryí obratlovců. Buňky neurální lišty následně migrují po celém těle zárodku a dávají vzniknout mnoha významných strukturám v těle obratlovců včetně člověka.

## Popis
Buňky neurální lišty vznikají dělením okrajových buněk nervové ploténky (která je podstatou neuroektodermu), později i dělením buněk v hraně, kde došlo k uzavření nervového záhybu. Vytváří pás buněk sahající podél celé nervové trubice. Nejprve je umístěn přibližně uprostřed, vzápětí se však dělí na dva proudy, levý a pravý, načež tyto buňky začnou v embryu migrovat a cestou se vyhýbat již vzniklým orgánům. Z neurální lišty u člověka vznikají často chromatofory, takže jsou tyto buňky dobře pozorovatelné.

## Deriváty neurální lišty
Z buněk neurální lišty vzniká pojivo a kosti hlavy (většina viscerocrania a část neurocrania), ganglia hlavových nervů, C buňky štítné žlázy, konotrunkální septum (důležitá součást při vývoji srdce), odontoblasty (buňky produkující dentin), škára obličeje a krku, spinální ganglia, ganglia autonomního nervstva, dřeň nadledvin, Schwannovy buňky, buňky glie (podpůrná nervová tkáň), meningový obal předního mozku, melanocyty (pigmentové buňky) a také hladká svalovina v cévách obličeje a předního mozku.